# Clystea leucaspis
Clystea leucaspis là một loài bướm đêm thuộc phân họ Arctiinae, họ Erebidae.